# Nsalala (Mbeya)
Nsalala è una circoscrizione mista (mixed ward) della Tanzania situata nel distretto rurale di Mbeya, regione di Mbeya. Conta una popolazione di 19 346 abitanti (censimento 2012).